# Chiazma (genetyka)
Chiazma (gr. χίασμα ‘skrzyżowanie’) – połączenie w miejscu, w którym doszło do wymiany odcinków chromatyd pomiędzy chromosomami homologicznymi.
Punkt skrzyżowania po wymianie odcinków chromatyd, jest to obszar cytologiczny, jaki powstaje na skutek wymiany (zjawisko crossing-over) odcinków między dwoma chromatydami, należącymi do różnych chromosomów homologicznych jednej pary. Zjawisko to (crossing-over) ma miejsce podczas pierwszego podziału mejotycznego, a dokładniej w pachytenie profazy I. Następnie w diplotenie następuje częściowe skracanie się i rozchodzenie chromosomów. Wtedy właśnie najlepiej widoczne są chiazmy. W kolejnej fazie profazy I, czyli w diakinezie dochodzi do maksymalnego skrócenia i zgrubienia chromosomów w biwalentach oraz do terminalizacji chiazm, czyli ich przesunięcia ku końcom chromosomów.